# Edward D. Easton

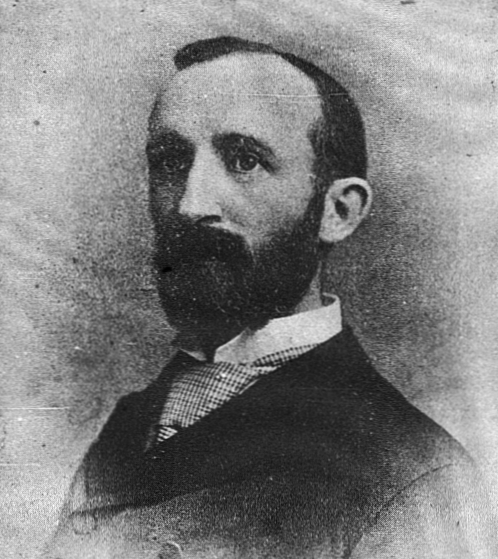
Edward Denison Easton

Edward Denison Easton (* 10. April 1856 in Gloucester, Massachusetts; † 30. April 1915 in Arcola, New Jersey) war ein amerikanischer Pionier der Sprechmaschinenindustrie und gilt als Gründer der Columbia Phonograph Company, aus der später das weltweit tätige Musiklabel Columbia Records hervorging.

## Leben
Easton studierte in Washington D.C. Jura und schloss den Studiengang an der Georgetown University im Jahre 1889 ab. Neben seinen Studien betätigte er sich als Gerichtsreporter und begann sich für den Phonographen des Erfinders Thomas Alva Edison zu interessieren, der zu diesem Zeitpunkt als Diktiergerät eingeführt werden sollte. Mit der Gründung der American Graphophone Company (American Graphophone Co.) im Jahre 1887 wurde Easton erster Generalmanager des Unternehmens, welches Graphophone zu Diktierzwecken, entwickelt von Charles Sumner Tainter, in Bridgeport, Connecticut herstellte und zum Verkauf anbot. Ein Jahr später, 1888, beteiligte er sich an der Gründung der Columbia Phonograph Company (Columbia Phonograph Co.), die von der American Graphophone Company exklusive Rechte bezüglich des Verkaufs von Walzenspielern und der Aufnahme von Phonographenwalzen erhielt. Wiederum zwei Jahre später war er an der Organisation des ersten Zusammentreffens der phonographischen Industrie in den Vereinigten Staaten im Jahre 1890 beteiligt.
Im Jahre 1894, nach Spannungen zwischen der Columbia Phonograph Company und der North American Phonograph Company sowie deren endgültiger Insolvenz, nutzte Easton seine jeweilige Führungsposition – zum einen bei der Columbia Phonograph Company und zum anderen bei der American Graphophone Company – beide Unternehmen zur Columbia Phonograph Company General zu verschmelzen, die sich auf den weltweiten Handel mit Phonographen und Graphophonen, später Grammophonen und deren Tonträgern konzentrierte.

## Leistungen
Ein der wesentlichen Leistungen von Easton und seiner Unternehmung, der Columbia Phonograph Company, bestand darin,  das Potential von musikalischen Aufnahmen zu erkennen und entsprechend zu handeln, während andere Gesellschaften sich darüber unsicher waren, in welche Richtung sich diese neuartige Aufnahmetechnologie entwickeln würde. Des Weiteren gelang es Easton, die Columbia Phonograph Company General zu einem der weltweit führenden Unternehmen hinsichtlich der Produktion von Walzenspielern und Schallplattenspielern zu formen.